# Dieter Böhmdorfer
Dieter Böhmdorfer (ur. 11 maja 1943 w Trutnovie) – austriacki polityk i prawnik, parlamentarzysta, minister sprawiedliwości w latach 2000–2004.

## Życiorys
W 1967 ukończył studia prawnicze na Uniwersytecie Wiedeńskim. Pracował w kilku firmach prawniczych, w 1973 rozpoczął prowadzenie prywatnej praktyki adwokackiej. Powoływany w skład rad nadzorczych różnych przedsiębiorstw m.in. Flughafen Wien. Wieloletni współpracownik Wolnościowej Partii Austrii (FPÖ) i jej lidera Jörga Haidera, których reprezentował w różnych procesach.
Z ramienia tego ugrupowania między 2000 a 2005 zasiadał w Radzie Narodowej XXI i XXII kadencji, a od lutego 2000 do czerwca 2004 sprawował urząd ministra sprawiedliwości w pierwszym i drugiem rządzie Wolfganga Schüssela. Powrócił później do praktyki adwokackiej, nadal współpracując z FPÖ. W 2016 reprezentował kandydata tej partii, Norberta Hofera, w postępowaniu przed Trybunałem Konstytucyjnym, na skutek którego unieważniono wyniki drugiej tury wyborów prezydenckich.
Odznaczony Wielką Złotą Odznaką Honorową na Wstędze za Zasługi dla Republiki Austrii.